# Атакишиев, Этигад
Этигад Атакишиев — азербайджанский боец смешанных единоборств, представитель полусредней весовой категории. Выступает на профессиональном уровне с 2007 года. Чемпион мира по ММА (2013).

## Спортивные достижения
- Чемпионат мира по ММА (Санкт-Петербург 2013[1]) —

## Статистика ММА
| Боёв 5          | Побед 2 | Поражений 3 |
| --------------- | ------- | ----------- |
| Нокаутом        | 0       | 0           |
| Сдачей          | 2       | 2           |
| Решением        | 0       | 1           |
| Ничьи           | 0       | 0           |
| Не состоявшихся | 0       | 0           |

| Результат | Рекорд | Соперник              | Способ                          | Турнир                                         | Дата             | Раунд | Время | Место               | Примечание         |
| --------- | ------ | --------------------- | ------------------------------- | ---------------------------------------------- | ---------------- | ----- | ----- | ------------------- | ------------------ |
| Победа    | 2-3    | Адриа Перес Винас     | Сабмишном (удушение гильотиной) | M-1 Challenge 67 - Battle in the Land of Fire  | 4 июня 2016      | 2     | 1:34  | Баку, Азербайджан   |                    |
| Поражение | 1-3    | Абдул-Рахман Махажиев | Сабмишном (удушение гильотиной) | Shakhty MMA Fight - Shakhty Martial Arts Night | 30 августа 2014  | 1     | 0:34  | Шахты, Россия       |                    |
| Поражение | 1-2    | Алияр Саркеров        | Решением (единогласным)         | M-1 Challenge 34 Emelianenko vs. Gluhov        | 30 сентября 2012 | 3     | 5:00  | Москва, Россия      |                    |
| Поражение | 1-1    | Турсунбек Асильгазиев | Сабмишном (рычаг локтя)         | Iron Mountain Absolute Fighting Open Cup 7     | 22 июля 2011     | 1     | 1:39  | Темиртау, Казахстан |                    |
| Победа    | 1-0    | Денис Романов         | Сабмишном (удушение гильотиной) | Phoenix Profi Phoenix ProFight                 | 8 июля 2007      | 2     | 1:15  | Астана, Казахстан   | Дебют в проф. ММА. |